# Duponchelia caidalis
Duponchelia caidalis és una arna de la família dels cràmbids. Va ser descrita per Oberthür l'any 1888. Es troba a l'Àfrica del Nord, i en particular, ha estat registrada a Algèria i Egipte. També ha estat detectada als Emirats Àrabs Units.